# Lutheria
Lutheria — род растений семейства Бромелиевые (Bromeliaceae), произрастающий на территории стран Южной Америки. Родовое латинское название дано в честь американского ботаника и эксперта по Бромелиевым — Гарри Лютера (англ. Harry E. Luther, 1952–2012).

## Распространение
Природный ареал — Колумбия, Французская Гвиана, Гайана, Суринам, Тринидад-Тобаго, Венесуэла.

## Таксономия
Lutheria Barfuss & W.Till, первое упоминание в Phytotaxa 279: 53 (2016).

### Виды
Подтвержденные виды по данным сайта Plants of the World Online на 2023 год:
- Lutheria bi-beatricis (Morillo) Barfuss & W.Till
- Lutheria glutinosa (Lindl.) Barfuss & W.Till
- Lutheria soderstromii (L.B.Sm.) Barfuss & W.Till
- Lutheria splendens (Brongn.) Barfuss & W.Till

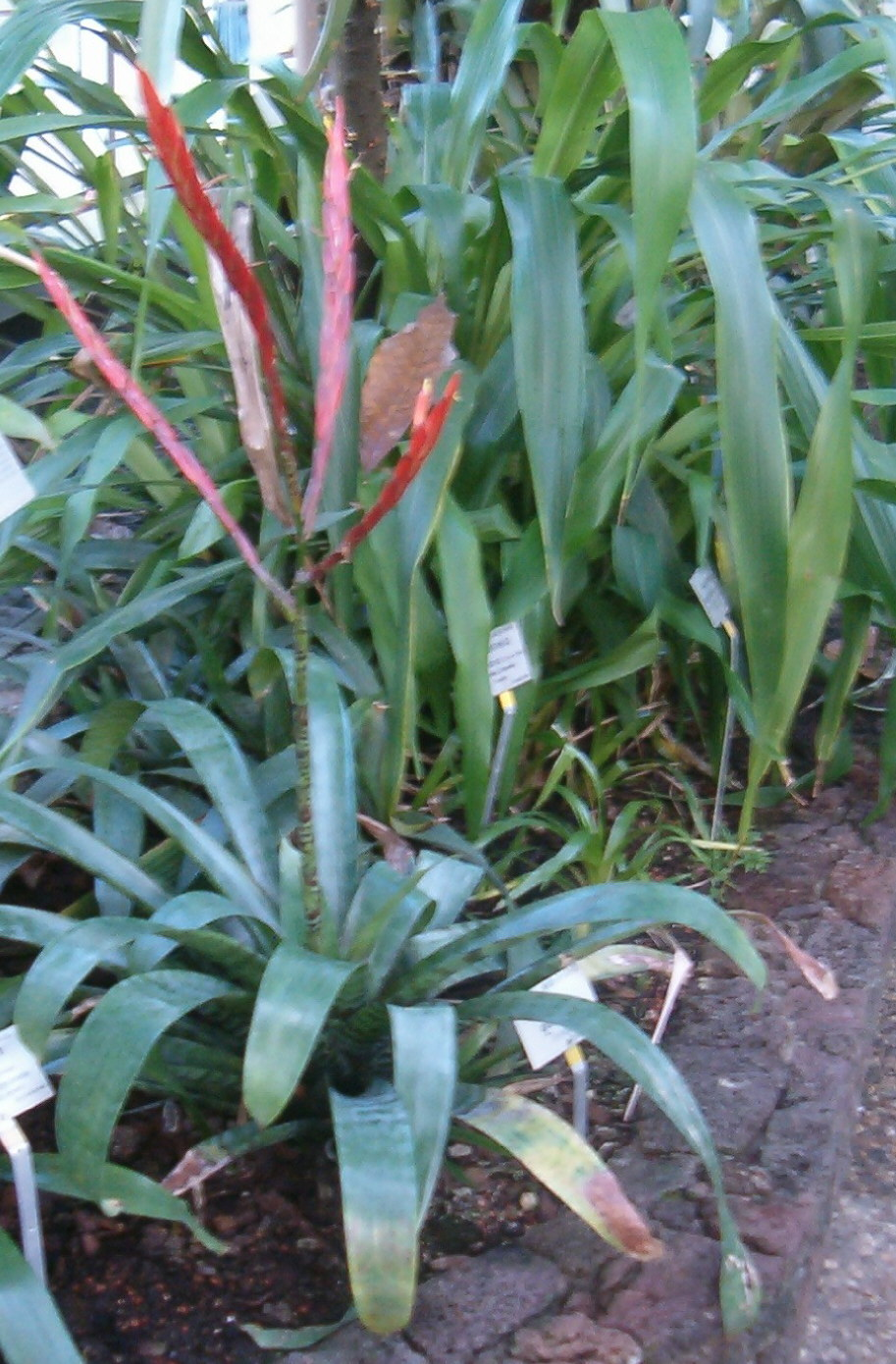
Lutheria glutinosa
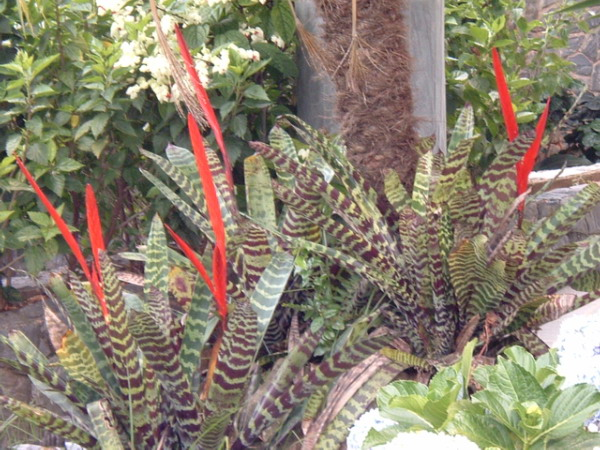
Lutheria splendens